# بازی (فیلم ۱۹۸۴)
بازی (به هندی: Baazi) فیلمی محصول سال ۱۹۸۴ و به کارگردانی راج ان. سیپی است. در این فیلم بازیگرانی همچون درمندرا، ریکا، میتون چاکرابورتی، رانجیتا کائور، شاکتی کاپور، مادان پوری ایفای نقش کرده‌اند.